# Antonio Veniero

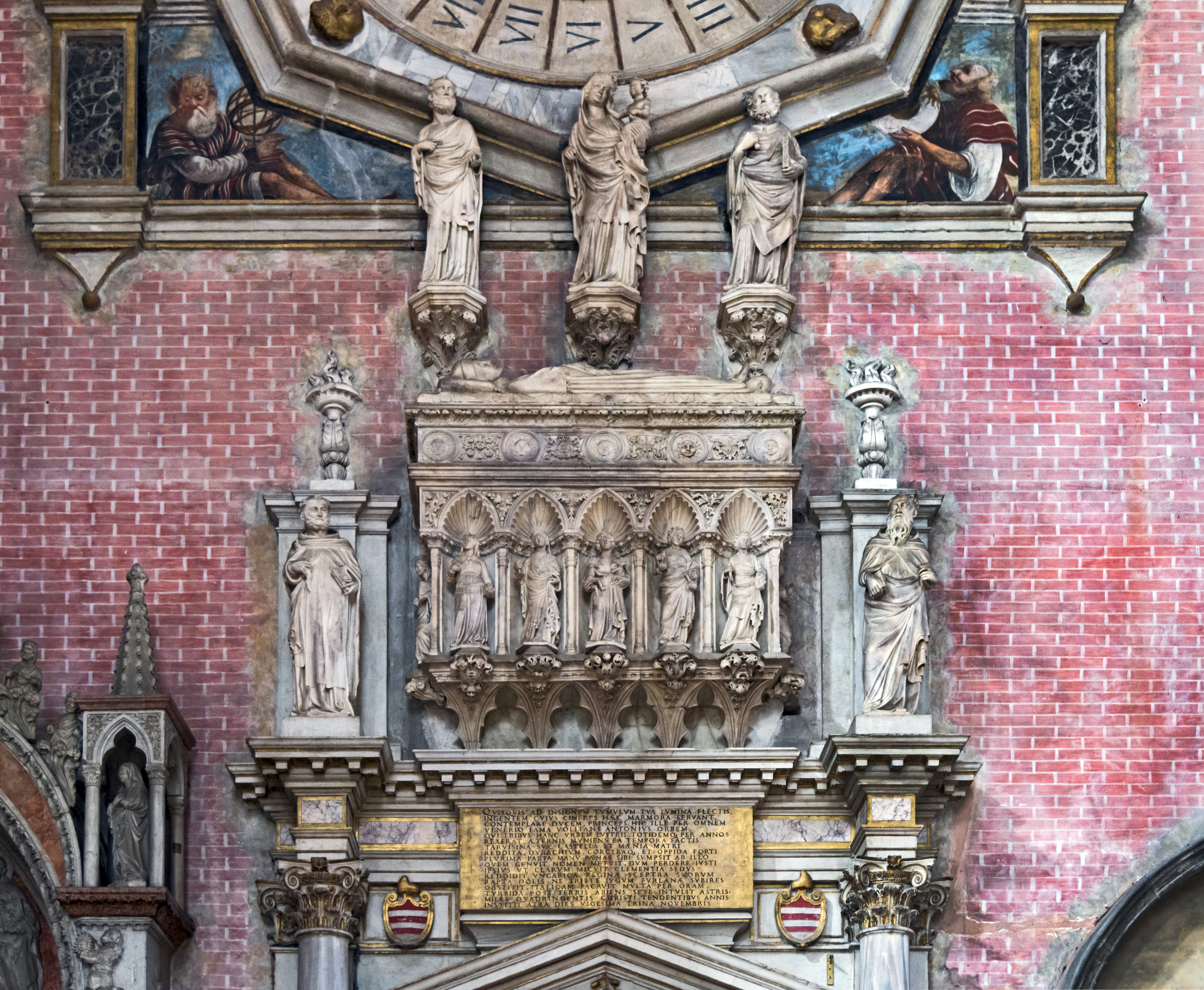
Jego grób w Wenecji.

Antonio Veniero lub Venier (zm. 1400) – doża Wenecji od 21 października 1382 do 1400.